# الحيس (يريم)

تعديل مصدري - تعديل

الحيس محلة تابعة لقرية بسر، التابعة لعزلة بني عمر بمديرية يريم إحدى مديريات محافظة إب في الجمهورية اليمنية.، بلغ تعداد سكانها 27 حسب تعداد اليمن لعام 2004.